# Васильєва Оксана Юріївна
Оксана Юріївна Васильєва (нар. 3 березня 1959, Київ) — український дипломат, Надзвичайний і Повноважний Посол України в Марокко (2020-2022).

## Життєпис
Народилася 3 березня 1959 року у Києві. У 1982 році закінчила факультет романо-германської філології Київського державного університету імені Т.Шевченка. У 2014 році закінчила Дипломатичну Академію України імені Геннадія Удовенка при Міністерстві закордонних справ.
Володіє англійською, французькою, румунською мовами.
У 1982—1992 рр. — гід-перекладач Київського відділення Держкомінтуристу;
На дипломатичній роботі в МЗС України з 1992 року, хоча мріяла про роботу дипломатом зі шкільного віку, коли на міській олімпіаді зайняла 2 місце серед юних істориків-міжнародників, приз на факультеті міжнародних відносин КДУ ім. Т.Шевченка отримала особисто від відомого професора-міжнародника Гліба Цвєткова.
У 1992—1993 рр. — третій секретар відділу інформації МЗС України;
У 1993—1996 рр. — другий секретар Посольства України в Республіці Молдова, перша прибула у Кишинів для започаткування посольства.
У 1996—1998 рр. — перший секретар відділу української діаспори, національних меншин і віросповідань Управління культурних зв'язків МЗС України;
У 1998—2001 рр. — перший секретар Посольства України в Об'єднаному Королівстві Великої Британії і Північної Ірландії;
У 2001—2003 рр. — радник, начальник відділу Департаменту культурного і гуманітарного співробітництва МЗС України;
У 2003—2007 рр. — перший секретар Посольства України в Республіці Молдова;
У 2007—2012 рр. — начальник відділу культурно-гуманітарного співробітництва МЗС;
У 2012—2014 рр. — навчання у Дипломатичній академії України;
У 2014—2016 рр. — начальник відділу національних меншин і віросповідань Департаменту закордонного українства і культурно-гуманітарного співробітництва МЗС;
У 2016—2020 рр. — заступник начальника управління — начальник відділу Управління закордонного українства.
14 квітня 2020 року Указом Президента України № 143/2020 призначена Надзвичайним і Повноважним Послом України в Королівстві Марокко.
31 березня 2022 року звільнена з посади.

## Дипломатичний ранг
- Надзвичайний і Повноважний Посланник другого класу.

## Нагороди та відзнаки
- «Бронзовий козацький хрест» III ступеня[6]

## Дипломатичний ранг
- Надзвичайний і Повноважний посланник другого класу (2018)[7]